# Мельно (Вармінсько-Мазурське воєводство)
Мельно (пол. Mielno, нім. Mühlen) — село в Польщі, у гміні Ґрунвальд Острудського повіту Вармінсько-Мазурського воєводства.
Населення — 439 осіб (2011).

## Демографія
Демографічна структура станом на 31 березня 2011 року:
|          | Загалом | Допрацездатний вік | Працездатний вік | Постпрацездатний вік |
| -------- | ------- | ------------------ | ---------------- | -------------------- |
| Чоловіки | 235     | 65                 | 148              | 22                   |
| Жінки    | 204     | 40                 | 116              | 48                   |
| Разом    | 439     | 105                | 264              | 70                   |